# Bosniska köket

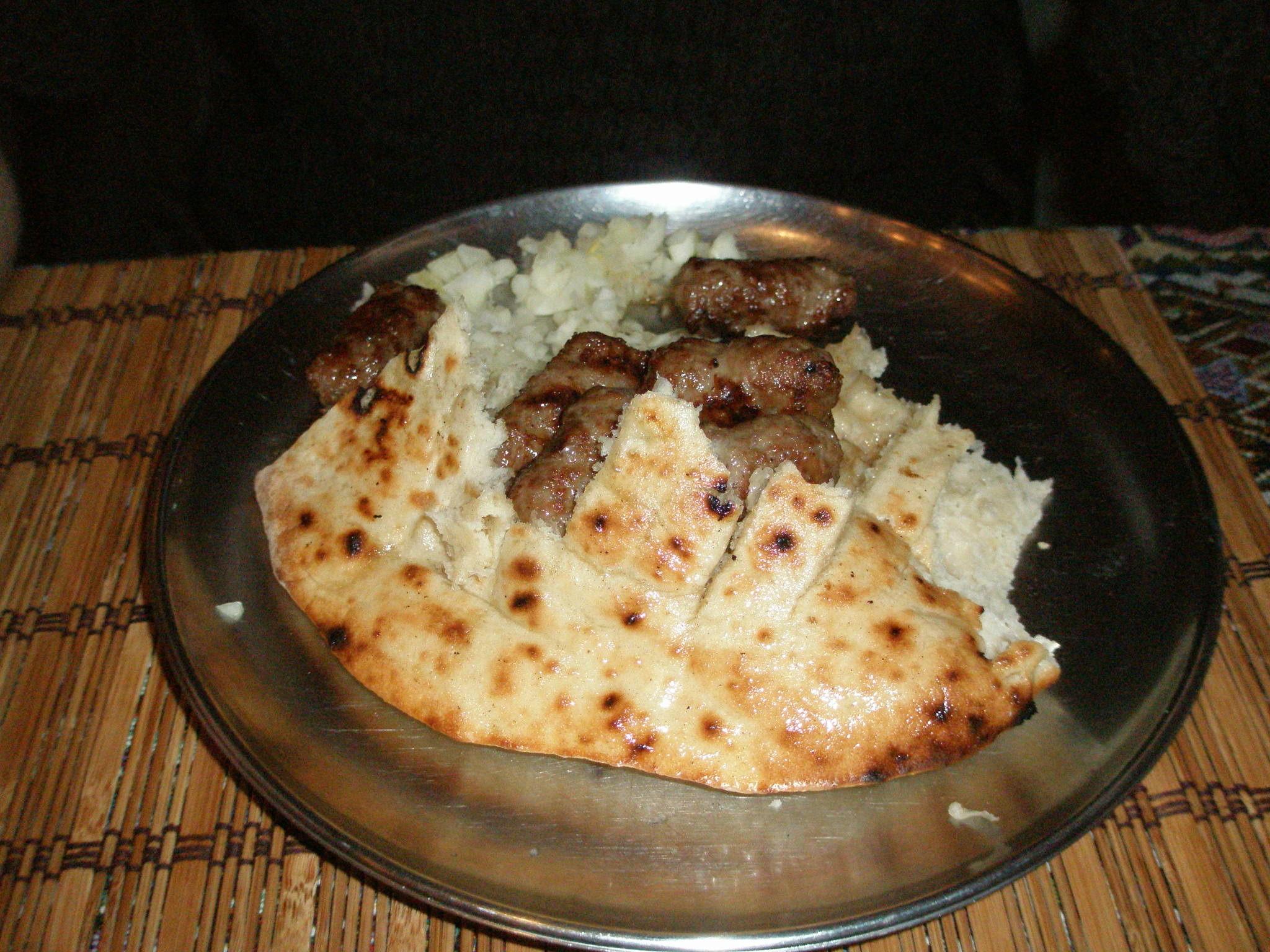
Ćevapčići med lök och lepina-bröd.

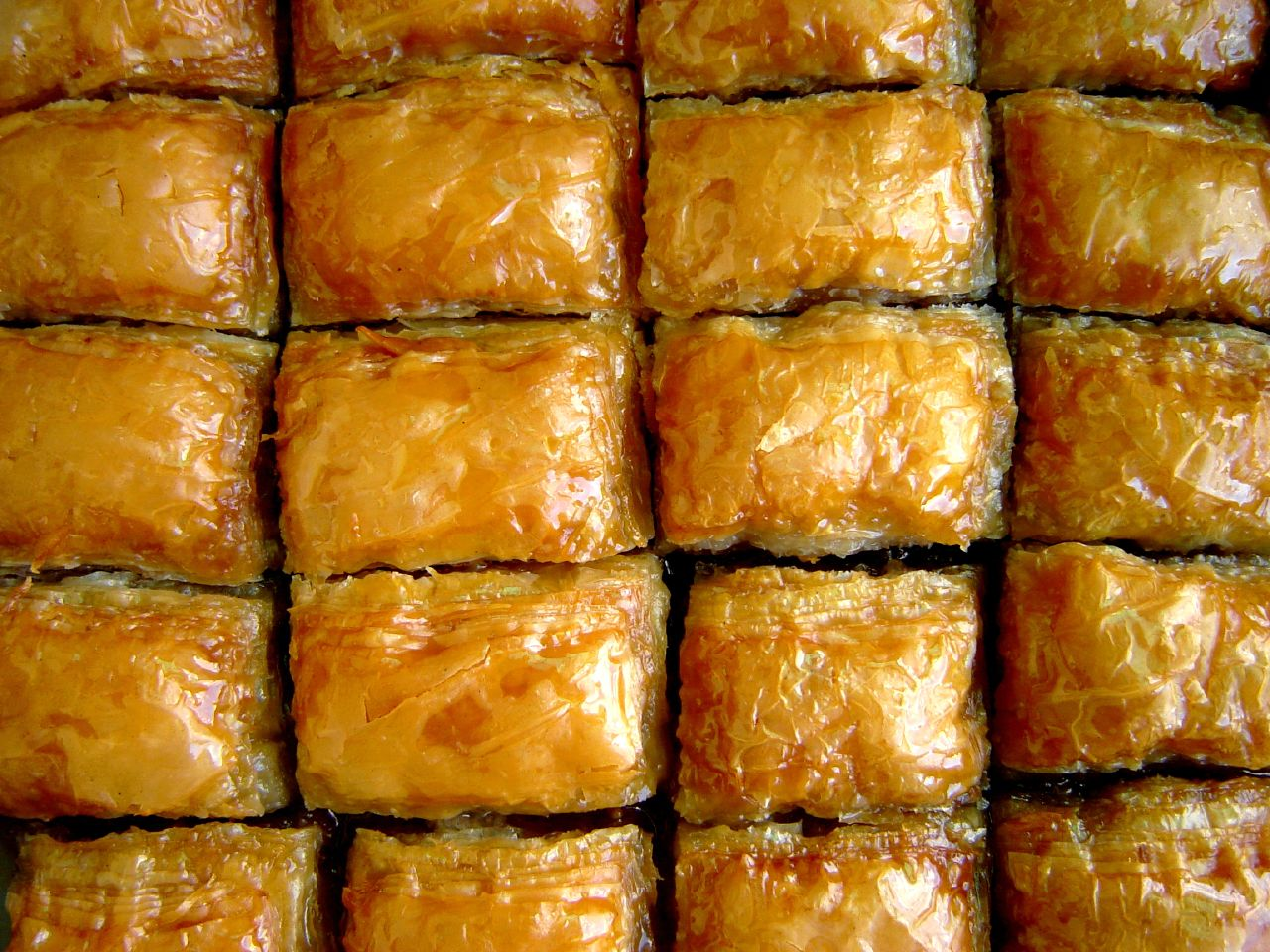
Baklava.

Det bosnien-hercegovinska köket har influerats av traditioner från både väst och öst. Bosnisk mat är nära besläktad med turkisk och grekisk mat, och med rätter från andra Medelhavskök. Det finns även många influenser från Centraleuropa. Typiska ingredienser i den bosniska matlagningen är tomater, potatis, lök, vitlök, paprika, gurka, morötter, vitkål, svamp, spenat, zucchini, bönor, plommon, mjölk och pavlaka, en tjock syrad grädde. Vanliga kötträtter inkluderar bland annat nötkött och lamm. I de flesta fall är det bara den kristna delen av befolkningen som äter fläskkött. Några lokala specialiteter är ćevapčići, burek, dolma, sarma, pilaff, gulasch och ajvar. De bästa lokala vinerna kommer från Hercegovina där det finns många vindruveodlingar. Plommon- och äppelrakija produceras i Bosnien.

## Ćevapi
Ćevapi eller ćevapčići är en grillad maträtt av malet kött, med somunbröd och kajmak. Det anses vara nationalrätten i Bosnien och Hercegovina
Ordet ćevapčići kommer från sydslaviskan, ursprungligen det turkiska kebap (-ćevap) med den sydslaviska diminutivändelsen '–čići'. Motsvarande maträtt heter på makedonska: Ќебапи, ćebapi, kroatiska och bosniska: ćevapčići/ćevapi samt slovenska: čevapčiči.

## Pajer
I Bosnien och Hercegovina betyder burek en färsfylld paj (Pita). Pita kan ha olika fyllningar. Innehåller den potatis kallas det till exempel krompiruša, så fyllningen bestämmer vad pajen ska heta. Alla olika fyllningar kallas alltså med gemensamt namn Pita. Burek säljs vanligtvis i bagerier som snabbmat och äts oftast med yoghurt.
Burek - Köttpaj
Zeljanica - Spenat
Krompiruša - Potatispaj
Sirnica - Ostpaj
Jabuka - Äppelpaj
Akbar - Tomatpaj

### Övriga källor
- Tim Clancy, Bosnia & Herzegovina, The Bradt Travel Guide, 2004, s. 93-97, ISBN 1-84162-094-7.
- Darra Goldstein, Kathrin Merkle, Fabio Parasecoli, Stephen Mennell, Culinary cultures of Europe: identity, diversity and dialogue, Council of Europe, s. 87-94, ISBN 92-871-5744-8.